# リニー君
リニー君（りにーくん）は、奈良市へのリニア新駅誘致のために活動する奈良市の非公認キャラクター。奈良市リニアファン倶楽部部員で、自称・リニアの妖精。

## 概要
2015年5月17日に奈良市が主催した「鉄道フェスタ in ならファミリー」に初めて登場。当初の目的は、同イベントに参加していたタレントの斉藤雪乃の気を引くためであったが、そこで奈良市リニアファン倶楽部の部長となった三戸なつめから「一緒に奈良を盛り上げていきましょうね」と声を掛けられ、奈良市リニアファン倶楽部に入部。奈良市から他のイベントにも参加を依頼されるようになり、日本テレビ『月曜から夜ふかし』に出演するなど、一躍注目される存在となった。

## 詳細

### 中の人
大阪府寝屋川市在住の森山風如。国のリニア中央新幹線の基本計画が策定された1973年（昭和48年）生まれ。身長は182cm。読売テレビ『朝生ワイド す・またん!』の観覧を日課としており、「仮装のモーリー」として玄関前お天気中継に映り込むこともある。

### 初号機の制作
期間は約1か月。費用は約1,500円。

### 頭部
ウレタンフォームの断熱材を貼り合わせたヘルメットを、Youtubeなどを参考にL0系の先頭部の形に削り、頭に装着している。ヘルメットの先端には、LEDのヘッドライトがついている。顔は看護師用のストッキングを二重に被って隠しているが、そのため呼吸がしづらい。

### 胴体
試作段階ではコの字型の白色の箱だったが断念し、青色のラインが入った白色の服を着用している。

### 車輪
電車に見えるよう、地面に這いつくばるための車輪が付いている。初期は6個だったが、膝にも取り付けるなど24個に改良され、直径も大きくなっている。

### 足
白い上履きを履いている。

### 後部車両
ボウリングのケースに断熱材を貼ったもの。腰から紐でつながっており、子どもが乗れる強度を備える。物入れとしても利用でき、スペシャルアイテム、タオル、補修テープなどが入っている。

### 能力
水中で泳ぐことが可能。

### 小道具
手作りのスケートボードやラジコンなどがある。

### 種類
リニー君のほかにドクターイエローをイメージした全身黄色の「ドクターリニー君」、全身銀色の「メタルリニー君」がおり、また兄弟分に同じく非公認キャラで阪堺電気軌道161形電車を模した「ろでん君」がいる。

## ミニリニー君
リニー君が引退しても活動を続けられるよう、弟子のミリリニー君がいる。年齢は2016年3月時点で2歳で、イベントにも参加している。

## 公式グッズ
リニー君の活動に感動した企業がスマートフォンケースを製造販売している。インターネット販売のみ。(2016年4月現在)。